# نيو (شركة سيارات)
نيو هي شركة سيارات صينية تقع مقرها الرئيسي في مدينة شانغهاي متخصصة في تصميم وتطوير السيارات الكهربائية.